# Forn de calç del Castell
El Forn de calç del Castell és una obra de Bellver de Cerdanya (Baixa Cerdanya) inclosa a l'Inventari del Patrimoni Arquitectònic de Catalunya.

## Descripció
Forn de calç situat a Bor, al Coll de la Peguera. Conegut popularment com el forn del Castell, l'estructura es troba molt deteriorada actualment. Està pràcticament cobert per la vegetació de l'entorn. S'observen fragments dels murs, bastits amb pedra seca.